# Tempel van Jupiter Custos
De Tempel van Jupiter Custos was een tempel ter ere van Jupiter de Wachter in het Oude Rome.
De tempel was tijdens de regering van keizer Vespasianus op de Capitolijn gebouwd door zijn zoon Domitianus. Hij was tijdens de onlusten in het Vierkeizerjaar (69 n.Chr.) in Rome belaagd door aanhangers van zijn vaders vijand Vitellius en vluchtte met een deel van het leger van de stad naar het Capitool. Hun belagers achtervolgden hen daar en staken de grote Tempel van Jupiter Optimus Maximus in brand. Domitianus wist ternauwernood te ontkomen door zich 's nachts schuil te houden in de woning van de tempelwachter. Uit dank voor zijn redding bouwde hij op die plaats later een kapel ter ere van Jupiter de Wachter. Op het marmeren altaar in de kapel waren reliëfs aangebracht die zijn redding uitbeeldden.
Nadat Domitianus zelf aan de macht was gekomen, liet hij de kapel vervangen door een grote tempel. In de cella van de tempel stond het godsbeeld van Jupiter, die als symbool van zijn bescherming de keizer in zijn armen vasthield.
Het uiterlijk van de tempel is nog enigszins bekend, omdat deze staat afgebeeld op een reliëf van de Boog van Trajanus in de Italiaanse stad Benevento.